# Пасовка болотяна
Пасовка болотяна (Melospiza georgiana) — вид горобцеподібних птахів родини Passerellidae.

## Поширення
Вид гніздиться на північному сході США та у Канаді. На зимівлю відлітає на південний схід США, у Каліфорнію та Мексику. Її природними місцями проживання є болота з осокою, травою, або рогозом, часто з заростями вільхи або верби; іноді трапляється в заболочених заростях навколо ставків і річок. Місцями гніздиться у солонуватих болотах.

## Опис
Дорослі мають смугастий рудо-чорний верх, сірі груди і живіт, світле горло. Шапка у більшості самців і деяких самиць рудого кольору. Над оком широка сіра брова.

## Спосіб життя

### Раціон
Споживає, в основному, комахи і насіння. Раціон включає в себе безліч жуків, гусениць, коників, цвіркунів, мурашок, і багатьох інших комах, а також інших членистоногих. Також їсть багато насіння, особливо восени та взимку, в тому числі трави, бур'янів і осоки. Годується в основному на землі, іноді для годування заходить на мілину.

### Розмноження
Для захисту території гніздування, самець співає, сидячи високо на гілці рогозу або чагарника серед болота. Може співати вдень і вночі. Гніздо розташоване серед болотної рослинності таких як рогіз, осока, купини чагарників. Часто безпосередньо над водою (до 25 см), іноді на землі. Гніздо часто має громіздку основу з грубої трави та інших болотних рослин. Чашечка вистелена тонкими і м'якими травинками. Сухий рогіз чи інше листя часто розташовані у вигляді арки над гніздом, тому птахам доводиться залітати в гніздо збоку. Яйця: 4-5, іноді 3-6. Блідо-зеленого до зеленувато-білого кольору з червонувато-коричневими прожилками і крапинками. Самиця насиджує близько 12-13 днів. Самець може годувати самицю під час насиджування кладки. Обоє батьків вигодовують пташенят. Молодь залишає гніздо через 10-13 днів після вилуплення.